# Чернокорень лекарственный
Черноко́рень лека́рственный (лат. Cynoglóssum officinále) — травянистое растение, вид рода Чернокорень (Cynoglossum) семейства Бурачниковые (Boraginaceae).
Другие названия — апухта, белена красная, бешетка-трава, гавяз, гавьяз, гавязь, гавияс, живокость, жывокист, живая трава, золотушная трава, казарка, кожушка, клоповец, костолом, кужуха, лапушник, лиходейка, мантна, медуньки, медунка собачья, кошачье мыло, мышиный дух, одурь, почешуйная трава, пошешуй, полюбим, репей, слепняк степной, слепота куриная, слипота курячя, собачка, собачник, собачник аптечный, собачий язык, песий язык, собачий корень, язык воловий, чередник, черный корень, чернокоринь, якутка, щаленец, щелкун, щелкуни, щелкуно, щелкуха.

## Ботаническое описание

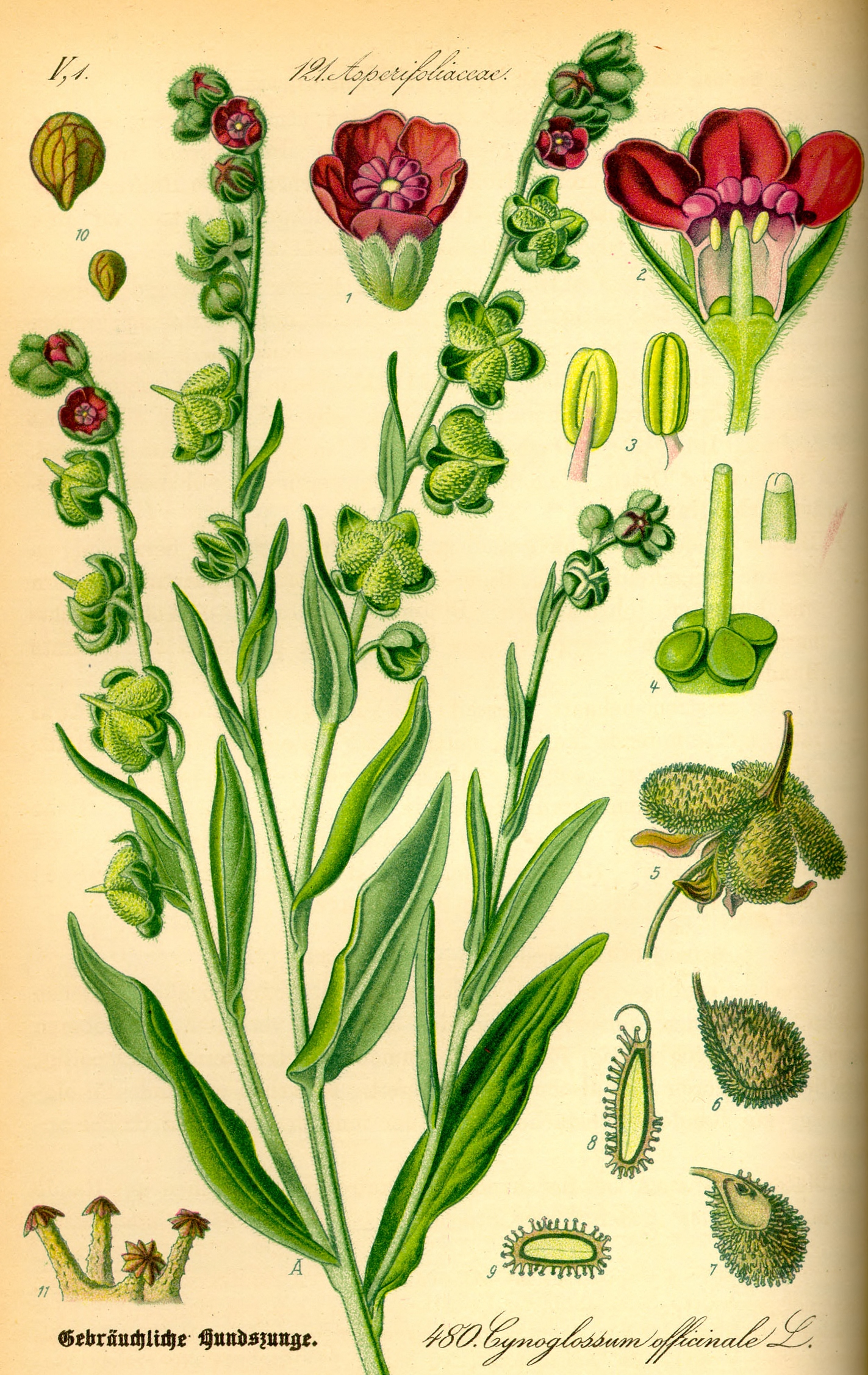

Двулетнее травянистое растение высотой до 1 м.
Корень стержневой, толщиной до 2,5 см в диаметре, тёмный.
Стебли немногочисленные (обычно 2—3), прямые, разветвлённые в верхней части, опушённые.
Листья очерёдные, ланцетные, опушённые, снизу почти войлочные. Прикорневые — продолговато-ланцетные, черешковые, 15—20 см длиной и 2—5 см шириной, ко времени цветения отмирают. Стеблевые — уменьшающиеся кверху, ланцетные, острые; нижние — черешковые, средние и верхние — сидячие.
Цветки на длинных цветоножках, мелкие, собраны в метельчатое соцветие. Венчик воронковидный, грязно-красный, иногда красно-синий, отгиб 5—7 мм в диаметре, с яйцевидно-округлыми лопастями. Цветоножки войлочно-опушённые, при плодах удлиняющиеся до 15 см и дуговидно поникающие. Цветёт в мае—июне.
Плоды — яйцевидные орешки, покрытые шипами. Созревают в августе—сентябре.
Все части растения обладают неприятным запахом.
Растение ядовито!

## Распространение и экология
Встречается в европейской части России, Сибири,Украина, Средней Азии, на Кавказе. Вид включен в ботанический атлас растений Ленинградской области.
Произрастает рассеяно по склонам холмов, залежам и вдоль дорог. На первом году развивает мощные розетки листьев. Зацветает на втором году жизни. Продолжительность цветения до 25 дней (июль).  Отдельный цветок живет 1—2 дня и в распустившимся виде способен выделять нектар целые сутки, как только выделение нектара прекращается, окраска венчика цветка из грязно—малиновой меняется на фиолетовую.

## Химический состав
Во всех частях растения содержатся алкалоиды (циноглоссин, циноглоссеин, глюкоалкалоид консолидин, гелиосупин).
В надземных органах найдены холин, смолы, каротин, эфирные и жирные масла (до 0,1 %).
В корнях — кумарины, дубильные вещества, инулин, коричная и фумаровая кислоты, красящее вещество алканин.

## Значение и применение
Растение содержит ядовитое вещество циноглоссин. В колхозе им. Ворошилова Ставропольского края в 1969 года овцематкам скармливали сено суданской травы с примесью чернокорня лекарственного. В результате 6 голов погибло. Признаки отравления: паралич конечностей, пена изо рта. При вскрытии животных обнаружили сильно воспаление кишечника, печень оказалась глинистого цвета.
В народной медицине применяют корни и листья как болеутоляющее, отхаркивающее средство при кашле, судорогах; в качестве мягчительного в виде примочек при фурункулёзе, ожогах, укусах змей.
Сок растений и корни используют как инсектицид и для борьбы с грызунами.
По медоносности не уступает синяку обыкновенному. Продуктивность мёда 80кг/га. Пчёлы легко добывают нектар, посещая растения с 9 часов утра и до заката солнца. Пыльцу обножку не собирают. Продолжительность пребывания пчелы на цветке от 8 до 13 секунд. Нектар может вызывать паралич мускулатуры крыльев и ножек пчёл.
Растение обладает антибактериальной активностью. Алкалоид циноглоссин обладает слабым курареподобным действием.
Корни входят в фармакопеи многих стран и применяются в гомеопатии.
Корнями можно окрашивать ткани в красный цвет.

## Таксономия[8]
Cynoglossum officinale  L., 1753, Sp. Pl. : 134
Вид Чернокорень лекарственный относится к роду Чернокорень (Cynoglossum) семейства Бурачниковые (Boraginaceae) порядка Бурачникоцветные (Boraginales). Кладограмма в соответствии с Системой APG IV по состоянию на июнь 2023 года:
|  |                                      |  |                                   | порядок Бурачникоцветные |  | семейство Бурачниковые - 153 ботанических рода |  | Чернокорень |  | Чернокорень лекарственный |
|  |                                      |  |                                   | порядок Бурачникоцветные |  | семейство Бурачниковые - 153 ботанических рода |  | Чернокорень |  | Чернокорень лекарственный |
|  | отдел Цветковые, или Покрытосеменные |  |                                   |                          |  |                                                |  |             |  |                           |
|  |                                      |  |                                   |                          |  |                                                |  |             |  |                           |
|  |                                      |  | ещё 63 порядка цветковых растений |                          |  |                                                |  |             |  |                           |
|  |                                      |  |                                   |                          |  |                                                |  |             |  |                           |

## Синонимы
- Cynoglossum album  Gueldenst. ex Ledeb.
- Cynoglossum bicolor  Willd.
- Cynoglossum bicolor  Willd.
- Cynoglossum foetens  Gilib.
- Cynoglossum hybridum  Thuill.
- Cynoglossum hybridum  Thuill.
- Cynoglossum paucisetum  Borbás
- Cynoglossum ruderale  Salisb.
- Cynoglossum vulgare  Gueldenst. ex Ledeb.